# Todd Clear
Todd Clear (* 1949) ist ein US-amerikanischer Rechtswissenschaftler und Kriminologe. Er ist Professor an der Rutgers University. Er amtierte 2000/2001 als Präsident der der Academy of Criminal Justice Sciences (ACJS) sowie 2009 als Präsident der American Society of Criminology (ASC).
Claer machte den Bachelor-Abschluss (Soziologie und Soziale Arbeit) 1977 am Anderson College (South Carolina), das Master-Examen (Strafrecht) 1972 an der State University of New York und wurde 1977 an der University of Albany zum Ph.D. promoviert (Strafrecht). Bevor er an die Rutgers University in Newark kam, war er Professor an der Florida State University.